# M-COLLECTION 風をさがしてる
『M-COLLECTION 風をさがしてる』（エム・コレクション かぜをさがしてる）は、福山雅治のベストアルバム。1995年6月9日発売。発売元はBMGビクター。

## 解説
1990年のデビュー・シングルから10thシングル「HELLO」までのシングル収録曲をまとめたアルバム。加えて、「IT'S ONLY LOVE」のストリングス・バージョンを収録している。特典としてB3サイズのスペシャル・ディスコグラフィ（福山本人によるセルフ・ライナーノーツとバイオグラフィ付）を封入。
オリコンチャートで初登場1位を獲得し、福山にとってアルバムでは初のミリオンセラーとなった。
当初、福山本人はまだベストアルバムを出すのは時期尚早として乗り気ではなかったが、レコード会社の意向と所属事務所アミューズの大里洋吉会長の強い意向と交換条件（ギターを買う）で承諾したところ、逆にミリオンセラーとなった。

## 収録曲
| 全作詞・作曲: 福山雅治（特記以外）。 |                                                           |                      |                      |          |      |
| #                                    | タイトル                                                  | 作詞                 | 作曲・編曲           | 編曲     | 時間 |
| 1.                                   | 「追憶の雨の中」(補作曲: 佐野日出夫)                      | 福山雅治（特記以外） | 福山雅治（特記以外） | 白浜久   | 3:57 |
| 2.                                   | 「かなしみは…」(作詞: 福山雅治・白浜久 / 作曲: 白浜久)    | 福山雅治（特記以外） | 福山雅治（特記以外） | 白浜久   | 4:54 |
| 3.                                   | 「アクセス」(作詞: 竹花いち子・福山雅治 / 作曲: 井上大輔) | 福山雅治（特記以外） | 福山雅治（特記以外） | 中村修司 | 4:24 |
| 4.                                   | 「Radio Days 〜1943…〜」                                  | 福山雅治（特記以外） | 福山雅治（特記以外） | 中村修司 | 4:07 |
| 5.                                   | 「風をさがしてる」                                        | 福山雅治（特記以外） | 福山雅治（特記以外） | 中村修司 | 4:53 |
| 6.                                   | 「逃げられない」                                          | 福山雅治（特記以外） | 福山雅治（特記以外） | 中村修司 | 4:17 |
| 7.                                   | 「WOH WOW」                                               | 福山雅治（特記以外） | 福山雅治（特記以外） | 後藤次利 | 4:26 |
| 8.                                   | 「ただ僕がかわった」(作曲: 後藤次利)                      | 福山雅治（特記以外） | 福山雅治（特記以外） | 後藤次利 | 5:27 |
| 9.                                   | 「Good night」                                            | 福山雅治（特記以外） | 福山雅治（特記以外） | 松本晃彦 | 5:54 |
| 10.                                  | 「ひとりきり歩いてく帰り道で」                            | 福山雅治（特記以外） | 福山雅治（特記以外） | 中村修司 | 5:25 |
| 合計時間:                            | 合計時間:                                                 | 合計時間:            | 47:44                |          |      |

| 全作詞・作曲: 福山雅治（特記以外）。 |                                                  |                      |                      |          |      |
| #                                    | タイトル                                         | 作詞                 | 作曲・編曲           | 編曲     | 時間 |
| 1.                                   | 「約束の丘」                                     | 福山雅治（特記以外） | 福山雅治（特記以外） | 星勝     | 5:13 |
| 2.                                   | 「ふたつの鼓動」                                 | 福山雅治（特記以外） | 福山雅治（特記以外） | 森英治   | 4:59 |
| 3.                                   | 「MELODY」                                       | 福山雅治（特記以外） | 福山雅治（特記以外） | 斎藤誠   | 4:29 |
| 4.                                   | 「BABY BABY」                                    | 福山雅治（特記以外） | 福山雅治（特記以外） | 斎藤誠   | 2:53 |
| 5.                                   | 「All My Loving」                                | 福山雅治（特記以外） | 福山雅治（特記以外） | 小原礼   | 4:06 |
| 6.                                   | 「恋人」                                         | 福山雅治（特記以外） | 福山雅治（特記以外） | 佐橋佳幸 | 4:35 |
| 7.                                   | 「IT'S ONLY LOVE」                               | 福山雅治（特記以外） | 福山雅治（特記以外） | 斎藤誠   | 4:34 |
| 8.                                   | 「SORRY BABY」(作詞: SION・OKAMOTO / 作曲: SION) | 福山雅治（特記以外） | 福山雅治（特記以外） | 小原礼   | 4:57 |
| 9.                                   | 「HELLO」                                        | 福山雅治（特記以外） | 福山雅治（特記以外） | 佐橋佳幸 | 4:01 |
| 10.                                  | 「そのままで…」                                  | 福山雅治（特記以外） | 福山雅治（特記以外） | 小原礼   | 4:58 |
| 11.                                  | 「Pa Pa Pa」(作曲: 斎藤誠)                       | 福山雅治（特記以外） | 福山雅治（特記以外） | 斎藤誠   | 3:36 |
| 12.                                  | 「IT'S ONLY LOVE」(Strings Version)              | 福山雅治（特記以外） | 福山雅治（特記以外） | 服部隆之 | 5:02 |
| 合計時間:                            | 合計時間:                                        | 合計時間:            | 53:23                |          |      |

### 楽曲解説

#### Disc-1
1. 追憶の雨の中
1stシングル。
2. かなしみは…
1stシングル「追憶の雨の中」のカップリング。
3. アクセス
2ndシングル。
4. Radio Days 〜1943…〜
2ndシングル「アクセス」のカップリング。
5. 風をさがしてる
3rdシングル。
6. 逃げられない
3rdシングル「風をさがしてる」のカップリング。
7. WOH WOW
4thシングル「WOH WOW／ただ僕がかわった」の1曲目。シングルバージョンはアルバム初収録。
8. ただ僕がかわった
4thシングル「WOH WOW／ただ僕がかわった」の2曲目。
9. Good night
5thシングル。
10. ひとりきり歩いてく帰り道で
5thシングル「Good night」のカップリング。アルバム初収録。

#### Disc-2
1. 約束の丘
6thシングル。シングルバージョンはアルバム初収録。
2. ふたつの鼓動
6thシングル「約束の丘」のカップリング。シングルバージョンはアルバム初収録。
3. MELODY
7thシングル「MELODY／BABY BABY」の1曲目。シングルバージョンはアルバム初収録。
4. BABY BABY
7thシングル「MELODY／BABY BABY」の2曲目。アルバム初収録。
5. All My Loving
8thシングル「All My Loving／恋人」の1曲目。
6. 恋人
8thシングル「All My Loving／恋人」の2曲目。
7. IT'S ONLY LOVE
9thシングル「IT'S ONLY LOVE／SORRY BABY」の1曲目。表記はないが、6thアルバム『ON AND ON』に収録されたバージョン。
8. SORRY BABY
9thシングル「IT'S ONLY LOVE／SORRY BABY」の2曲目。5thアルバム『Calling』初回プレス盤付属のボーナスCD収録曲。
9. HELLO
10thシングル。アルバム初収録。
10. そのままで…
10thシングル「HELLO」のカップリング曲。アルバム初収録。
11. Pa Pa Pa
10thシングル「HELLO」のカップリング曲。アルバム初収録。
12. IT'S ONLY LOVE (Strings Version)
9thシングル「IT'S ONLY LOVE／SORRY BABY」1曲目のストリングス・バージョン。